# Impaled Nazarene
Impaled Nazarene (v překladu Nazaretský nabodnutý na kůl) je finská black metalová kapela založená v roce 1990 ve městě Oulu. Původní sestava byla Mika Luttinen (vokály), Kimmo Luttinen (bicí), Mika Pääkkö (kytara), Ari Holappa (kytara) a Harri Halonen (baskytara).
Do tematiky skupiny patří sexuální praktiky, násilí, patriotismus, rouhání a satanismus. Logo kapely obsahuje obrácený kříž a obrácený pentagram.
V roce 1991 vyšlo první demo Shemhamforash a v roce 1992 první studiové album s názvem Tol Cormpt Norz Norz Norz....

## Diskografie
Dema
- Shemhamforash (1991)
- Taog eht fo Htao Eht (1991)

Studiová alba
- Tol Cormpt Norz Norz Norz... (1992)
- Ugra-Karma (1993)
- Suomi Finland Perkele (1994)
- Latex Cult (1996)[2]
- Rapture (1998)
- Nihil (2000)
- Suomi Finland Perkele & Motörpenis (2001)
- Absence of War Does Not Mean Peace (2001)
- All That You Fear (2003)
- Pro Patria Finlandia (2006)
- Manifest (2007)
- Road to the Octagon (2010)
- Vigorous and Liberating Death (2014)

EP
- Goat Perversion (1992)
- Enlightenment Process (2010)
- Die in Holland (2013)
- Morbid Fate (2017)

Kompilační alba
- Decade of Decadence (2000)

Split nahrávky
- Impaled Nazarene / Driller Killer (2000) – split s kapelou Driller Killer

## Videografie
Videa
- 1999: Karmakeddon Warriors (1996)
- 1990–2012 (2012)